# دوق ليفين
دوق ليفين (بالإنجليزية: Duke Levine)‏ هو موسيقي جلسات ‏ وعازف قيثارة أمريكي، ولد في 29 نوفمبر 1961.

## وصلات خارجية
- دوق ليفين على موقع IMDb (الإنجليزية)
- دوق ليفين على موقع ميوزك برينز (الإنجليزية)
- دوق ليفين على موقع ديسكوغز (الإنجليزية)